# Sheryl Sandberg
Sheryl Kara Sandberg, född 28 augusti 1969 i Washington, D.C., är en amerikansk företagsledare och filantrop. Hon tjänstgjorde som Chief Operating Officer (COO) för Meta Platforms, en position som hon avgick från i augusti 2022. Hon är också grundaren av LeanIn.Org. Hon är sedan 2008 Facebooks operativa chef (COO), och var den första kvinnan i Facebooks styrelse då hon valdes in i juni 2012.  Sandberg blev då företagets näst högst rankade tjänsteman och som chef för företagets reklamverksamhet krediteras hon för att ha gjort företaget lönsamt. Innan hon började på Facebook som COO var Sandberg vice vd för global online försäljning och verksamhet på Google och var involverad i dess filantropiska arm Google.org. Innan dess tjänstgjorde Sandberg som stabschef för USA:s finansminister Lawrence Summers.
2012 utsågs hon till Time 100, en årlig lista över de mest inflytelserika personerna i världen. På Forbes Magazines lista över miljardärer 2021, rapporteras Sandberg ha ett nettovärde på 1,7 miljarder USD, på grund av hennes aktieinnehav i Facebook och i andra företag. 2022 meddelade hon att hon skulle avgå som Meta COO under hösten men att hon skulle sitta kvar i dess styrelse.

## Bakgrund
Sheryl Sandberg föddes 1969 i Washington, D.C.. Sandbergs far Joel Sandberg var ögonläkare och hennes mor Adele, född Einhorn, arbetade som fransklärare och härstammade från judiska invandrare från staden Vidzy. Hon har två yngre syskon. När Sandberg var två år gammal flyttade familjen till North Miami Beach i Florida.

### Utbildning
Sandberg gick på North Miami Beach High School, där hon var klassordförande under sitt andra år och blev medlem i National Honor Society. 1987 började hon på Harvard College där hon 1991 tog kandidatexamen i ekonomi. Under denna period var hon även med och grundade en organisation vid namn Women in Economics and Government. 1993 återvände hon till Harvard Business School och tog en Master of Business Administration 1995.

## Karriär
Sandberg var mellan 1996 och 2001 stabschef för det amerikanska finansdepartementet, där hon arbetade för Lawrence Summers, dåvarande finansminister under Bill Clinton. 2001 blev hon rekryterad till Google, där hon fram till 2008 arbetade med annonser och försäljning. Under sin tid på Google växte Sandbergs team från fyra till 4000 personer.  
Sandberg rekryterades till Facebook av Mark Zuckerberg, där hon började 2008 som operativ chef (COO). I sin roll på Facebook ansvarade Sandberg för företagets affärsverksamhet där bland annat marknadsföring, affärsutveckling och kommunikation ingår. Sandberg stod bakom lösningen att börja erbjuda möjlighet för företag att annonsera på Facebook vilket ledde till att Facebook 2010 vände förlust till vinst. Sandberg valdes in som första kvinna i Facebooks styrelse 2012. När Facebook börsintroducerades 2012 ägde Sandberg runt 41 miljoner aktier.
Utöver sitt uppdrag i Facebooks styrelse har Sandberg styrelseuppdrag för Walt Disney Company, Women for Women International, Center for Global Development och V-day.
Sandberg fanns 2018 på plats 11 på Forbes lista över de 100 mäktigaste kvinnorna i världen.

### Lean In
Lean In: Women, Work, and the Will to Lead utgiven 2013 är Sandbergs första bok. Boken kretsar kring ledarskap och utveckling inom näringslivet, frågor kring bristen på kvinnliga ledare inom politik och näringsliv samt feminism. Sandbergs poäng är att kvinnor ska motsätta sig de fördomar om genus som fortfarande råder i företag, hon menar att ursäkter och rättfärdigande inte leder någon vart. Istället tro på sig själv och ge allt, och inte tvivla på att det går att kombinera familj och karriär. I linje med boken startade Sandberg även stiftelsen Lean In Foundation som arbetar för att inspirera och stödja kvinnor att nå sina mål. År 2016 bytte stiftelsen namn till Sheryl Sandberg & Dave Goldberg Family Foundation och i samband med det donerade Sandberg Facebook-aktier till ett värde av runt 100 000 000 amerikanska dollar som grundplåt.

### Option B
Sandbergs andra bok, Option B: Facing Adversity, Building Resilience, and Finding Joy, utgiven 2017, är skriven tillsammans med psykologen Adam Grant och handlar om sorg och läkande efter en förlust. Boken innehåller forskning av Grant sammanvävt med historier om saknad och personlig förlust.

### TED Talk
2010 höll Sandberg ett TED Talk, “Why we have too few women leaders”, om hur kvinnor oavsiktligt är återhållsamma i sina karriärer. Sandberg uppmuntrar kvinnor att ta chanser, risker och sträva efter att nå sina mål. Klippet har mer än 6 miljoner visningar. 

## Privatliv
År 1993 gifte sig Sandberg med Brian Kraff men skilde sig ett år senare. År 2004 gifte hon sig med Dave Goldberg, då verkställande direktör hos Yahoo! och senare VD för SurveyMonkey. Paret fick en son och en dotter. Goldberg avled 2015. År 2022 gifte hon sig med producenten Tom Bernthal.

### Politik
Sandberg stödde Hillary Clinton i USA:s presidentval 2016.

## Utmärkelser
- Sandberg har varit rankad som en av de 50 "Most Powerful Women in Business" av Fortune Magazine:
  - År 2007 var hon rankad som nr 29 och var den yngsta kvinnan på listan.[29]
  - År 2008 var hon rankad som nr 34.[30]
  - År 2009 var hon rankad som nr 22.[31]
  - År 2010 var hon rankad som nr 16.[32]
  - År 2014 var hon rankad som nr 10.[33]
  - År 2016 var hon rankad som nr 6.[34]
  - År 2017 var hon rankad som nr 5.[35]
  - År 2018 var hon rankad som nr 6.[36]

- Hon har även varit rankad på listan 50 "Women to Watch" av The Wall Street Journal.
  - Hon var rankad som nr 19 på den listan 2007.[37]
  - Hon var rankad som nr 21 på den listan 2008.[38]

- Sandberg utnämndes till en av de "25 Most Influential People on the Web" av Business Week år 2009.[39]
- Hon har listats som en av världens 100 mäktigaste kvinnor av Forbes.[40] År 2014  var Sandberg nr 9, precis bakom Michelle Obama,[41] nr 4 år 2017,[41] och nr 36 år 2021.[42]

- 2012 släppte Newsweek och The Daily Beast sitt första "Digital Power Index", en lista över de 100 mest betydelsefulla personerna i den digitala världen det året (plus 10 ytterligare "Lifetime Achievement"-vinnare), där Sandberg rankas som nr 3 i kategorin "Evangelister".[43]
- År 2012 fanns hon i Time 100, en årlig lista över de 100 mest inflytelserika personerna i världen som samlats av Time.[6]
- Lean In, hennes bok, var nominerad till Financial Times och Goldman Sachs Business Book of the Year Award (2013).[44]
- 2013 rankades hon som nr 8 på "Världens 50 mest inflytelserika judar" utförd av The Jerusalem Post.[45]